# ثابت كوري
ثابت كوري في الفيزياء وفي المغناطيسية (بالإنجليزية:Curie constant) هو ثابت مسمى باسم العالم الفيزيائي الفرنسي بيير كوري يميز خاصة مغناطيسية لمادة معينة، وقيمته ثابته لا تتغير .
ويعين الثابت بحاصل ضرب نفاذية الفراغ {\displaystyle \mu _{0}},
في كثافة الجسيمات {\displaystyle n}
في مربع العزم المغناطيسي الذري {\displaystyle \mu ^{2}}
مقسوما على 3 أضعاف ثابت بولتزمان {\displaystyle k_{\mathrm {B} }}:
{\displaystyle C=\mu _{0}n{\frac {\mu ^{2}}{3k_{\mathrm {B} }}}}
تكمن خاصية المادة هنا في عزمها المغناطيسي {\displaystyle \mu }
الذي تتصف به ذراتها وثابت كوري {\displaystyle C} هو ثابت حراري يُعطى بدرجة الحرارة .
ويُعطى ثابت كوري إما بالنسبة لحجم العينة أو مولية العينة. وتنطبق عليه العلاقة :
{\displaystyle C_{\mathrm {mol} }={\frac {M}{\rho }}C=\mu _{0}N_{\mathrm {A} }{\frac {\mu ^{2}}{3k_{\mathrm {B} }}}}
حيث :
الكتلة المولية {\displaystyle M},
كثافة المادة {\displaystyle \rho }
{\displaystyle N_{\mathrm {A} }} عدد أفوجادرو.
ونحصل على وحدة الثابت {\displaystyle C_{\mathrm {mol} }}
متر3 كلفن مول−1.

## اقرأ أيضا
- قانون كوري
- درجة حرارة كوري
- الاستبقائيّة
- مغناطيسية حديدية
- مغناطيسية مسايرة
- مغناطيسية معاكسة